# Lineus alienus
Lineus alienus är en djurart som tillhör fylumet slemmaskar, och som beskrevs av Heinrich Bürger 1895. Lineus alienus ingår i släktet Lineus och familjen Lineidae. Inga underarter finns listade i Catalogue of Life.